# (5005) Kegler
(5005) Kegler (1988 UB) – planetoida z pasa głównego asteroid okrążająca Słońce w ciągu 3,38 lat w średniej odległości 2,25 j.a. Odkryta 16 października 1988 roku.